# Akademické mistrovství Evropy ve sportovním lezení
Akademické mistrovství Evropy ve sportovním lezení (AkME, anglicky: European University Sport Climbing Championship) jsou dvouleté mistrovství Evropy ve sportovním lezení vysokoškolských studentů, pořádané European university sports association (EUSA), ve spolupráci s Mezinárodní federací sportovního lezení (IFSC), střídají se s Akademickým mistrovstvím světa ve sportovním lezení. Tato událost určuje akademické mistry Evropy ve třech disciplínách: lezení na obtížnost, lezení na rychlost a bouldering.

## Přehled mistrovství
| Poř. | Rok  | Místo    | Datum            | Disciplíny | Disciplíny | Disciplíny | Disciplíny | Závodníci | Země | Web                                                 | Reference |
| ---- | ---- | -------- | ---------------- | ---------- | ---------- | ---------- | ---------- | --------- | ---- | --------------------------------------------------- | --------- |
| Poř. | Rok  | Místo    | Datum            | počet      | obtížnost  | rychlost   | bouldering | Závodníci | Země | Web                                                 | Reference |
| I.   | 2015 | Katovice | 5.-9. srpna      | 3          | •          | •          | •          |           |      |                                                     | [ 1 ]     |
| II.  | 2017 | Split    | 25.-28. července | 3          | •          | •          | •          | 38+23     |      | sportclimbing2017.eusa.eu                           | [ 2 ]     |
| III. | 2021 | Bělehrad | 14.-27. července | 3          | •          | •          | •          | +         |      | eusa.eu/ Archivováno 6. 7. 2020 na Wayback Machine. |           |

## Výsledky mužů a žen

### Obtížnost
| Rok  | Muži           | Muži               | Muži              | Účast | Ženy          | Ženy            | Ženy            |
| Rok  | zlato          | stříbro            | bronz             | Účast | zlato         | stříbro         | bronz           |
| ---- | -------------- | ------------------ | ----------------- | ----- | ------------- | --------------- | --------------- |
| 2015 | Thomas Joannes | Dmitrij Fakirjanov | Antoine Kauffmann | 44+28 | Fanny Gibert  | Nolwen Berthier | Marine Girardet |
| 2017 | Simon Lorenzi  | Sébastien Berthe   | Igor Fojcik       | 32+23 | Jennifer Wood | Aniek Lith      | Ajda Remškar*   |

- Slovinka Ajda Remškar studovala v Edinburghu

### Rychlost
| Rok  | Muži            | Muži           | Muži              | Účast | Ženy             | Ženy            | Ženy            |
| Rok  | zlato           | stříbro        | bronz             | Účast | zlato            | stříbro         | bronz           |
| ---- | --------------- | -------------- | ----------------- | ----- | ---------------- | --------------- | --------------- |
| 2015 | Marcin Dzienski | Anton Poliakov | Stanislav Kokorin | 40+25 | Julija Kaplinová | Klaudia Buczek  | Anna Cyganovová |
| 2017 | Alexandr Šikov  | Artem Savelyev | Semen Chesnokov   | 24+19 | Julija Kaplinová | Anna Cyganovová | Darja Kanová    |

### Bouldering
| Rok  | Muži               | Muži             | Muži               | Účast | Ženy          | Ženy           | Ženy            |
| Rok  | zlato              | stříbro          | bronz              | Účast | zlato         | stříbro        | bronz           |
| ---- | ------------------ | ---------------- | ------------------ | ----- | ------------- | -------------- | --------------- |
| 2015 | Dmitrij Fakirjanov | Georgy Derkachev | Valentin Konovalov | 49+29 | Fanny Gibert  | Anna Margolina | Nolwen Berthier |
| 2017 | Alexandr Šikov     | Simon Lorenzi    | Sébastien Berthe   | 36+22 | Ajda Remškar* | Jennifer Wood  | Darja Kanová    |

- Slovinka Ajda Remškar studovala v Edinburghu

## Nejúspěšnější medailisté

### Muži
| Jméno              | Celkem | Zlato                         | Stříbro | Bronz | Disciplíny           | Období |
| ------------------ | ------ | ----------------------------- | ------- | ----- | -------------------- | ------ |
| Alexandr Šikov     | 2      | Zlatá medaile · Zlatá medaile | -       | -     | rychlost bouldering  | 2017   |
| Dmitrij Fakirjanov | 2      | · -                           | - ·     | -     | bouldering obtížnost | 2015   |
| Simon Lorenzi      | 2      | · -                           | - ·     | -     | obtížnost bouldering | 2017   |
| Sébastien Berthe   | 2      | -                             | · -     | - ·   | obtížnost bouldering | 2017   |

### Ženy
| Jméno            | Celkem | Zlato                         | Stříbro          | Bronz                               | Disciplíny           | Období    |
| ---------------- | ------ | ----------------------------- | ---------------- | ----------------------------------- | -------------------- | --------- |
| Fanny Gibert     | 2      | Zlatá medaile · Zlatá medaile | -                | -                                   | obtížnost bouldering | 2015      |
| Julija Kaplinová | 2      | Zlatá medaile · Zlatá medaile | -                | -                                   | rychlost             | 2015-2017 |
| Jennifer Wood    | 2      | · -                           | - ·              | -                                   | obtížnost bouldering | 2017      |
| Ajda Remškar     | 2      | · -                           | -                | - ·                                 | obtížnost bouldering | 2017      |
| Anna Cyganovová  | 2      | -                             | Stříbrná medaile | Bronzová medaile                    | rychlost             | 2015-2017 |
| Darja Kanová     | 2      | -                             | -                | Bronzová medaile · Bronzová medaile | rychlost bouldering  | 2017      |

### Medaile podle zemí
| Pořadí | Země               | 2015 | 2017 | celkem |
| ------ | ------------------ | ---- | ---- | ------ |
| 1.     | Rusko              | 9    | 8    | 17     |
| 2.     | Francie            | 6    | 0    | 6      |
| 3.     | Belgie             | 1    | 4    | 5      |
| 4.     | Spojené království | 0    | 4    | 4      |
| 5.     | Polsko             | 2    | 1    | 3      |
| 6.     | Nizozemsko         | 0    | 1    | 1      |
| 6      | celkem             | 18   | 18   | 36     |

### Vítězové podle zemí
| Pořadí | Země               | 2015 | 2017 | celkem |
| ------ | ------------------ | ---- | ---- | ------ |
| 1.     | Rusko              | 2    | 3    | 5      |
| 2.     | Francie            | 3    | 0    | 3      |
| 3.     | Spojené království | 0    | 2    | 2      |
| 4.     | Polsko             | 1    | 0    | 1      |
| 5.     | Belgie             | 0    | 1    | 1      |
| 5      | celkem             | 6    | 6    | 12     |